# Schröcken
Schröcken ist eine vom Tourismus geprägte Gemeinde im österreichischen Bundesland Vorarlberg mit 211 Einwohnern (Stand 1. Jänner 2024). Die Gemeinde liegt im Bezirk Bregenz am Tannberg und bildet gemeinsam mit der Nachbargemeinde Warth eine bedeutende Skiregion, welche seit 2013 dem Skigebiet Arlberg angeschlossen ist.

## Geografie
Die Gemeinde Schröcken liegt im westlichsten Bundesland Österreichs, Vorarlberg, im Bezirk Bregenz südöstlich des Bodensees auf 1269 m Höhe. Geografisch gehört Schröcken aufgrund seiner Lage im hintersten Teil des Tals der Bregenzer Ach und des Seebachs zum Bregenzerwald, geschichtlich zum Tannberg, touristisch wird Schröcken aber noch zum Arlberggebiet gezählt.
Ein Ortsteil der Gemeinde Schröcken ist die etwas oberhalb des Ortszentrums gelegene Parzelle Neßlegg. Diese Hochsiedlung liegt am Fuß des Hochtannbergpasses. Von Schröcken im hintersten Bregenzerwald führt die Hochtannbergstraße über Hochkrumbach, einen Ortsteil der Nachbargemeinde Warth, ins Lechtal.
12,4 % des insgesamt 23,43 Quadratkilometer großen Gemeindegebiets sind bewaldet, 39,4 % der Fläche Alpen.

### Nachbargemeinden
Schröcken grenzt an insgesamt fünf andere Vorarlberger Gemeinden. Von diesen liegen drei, nämlich die Gemeinden Schoppernau, Mittelberg und Warth ebenfalls im Bezirk Bregenz und die anderen beiden (Lech und Sonntag) im Bezirk Bludenz.
| Schoppernau  | Mittelberg                                  |       |
|              | Kompassrose, die auf Nachbargemeinden zeigt | Warth |
| Sonntag (BZ) | Lech (BZ)                                   |       |

### Klima

Schröcken mit Blick auf die Hohe und Niedere Künzelspitze (Ansichtskarte von 1910)

|                        | Jan  | Feb  | Mär  | Apr  | Mai  | Jun  | Jul  | Aug  | Sep  | Okt  | Nov  | Dez  |   |      |
| Mittl. Temperatur (°C) | −2,1 | −2,0 | 0,6  | 4,1  | 9,2  | 12,2 | 14,4 | 13,8 | 10,4 | 7,1  | 1,6  | −1,1 | ⌀ | 5,7  |
| Mittl. Tagesmax. (°C)  | 2,5  | 2,8  | 5,5  | 9,1  | 14,4 | 17,3 | 19,6 | 19,1 | 15,7 | 12,2 | 6,1  | 2,9  | ⌀ | 10,6 |
| Mittl. Tagesmin. (°C)  | −5,4 | −5,4 | −2,7 | 0,7  | 5,2  | 8,0  | 10,4 | 10,1 | 7,1  | 3,9  | −1,3 | −4,1 | ⌀ | 2,3  |
|                        |      |      |      |      |      |      |      |      |      |      |      |      |   |      |
| Niederschlag (mm)      | 162  | 156  | 192  | 140  | 179  | 229  | 268  | 256  | 184  | 130  | 157  | 171  | Σ | 2224 |
|                        |      |      |      |      |      |      |      |      |      |      |      |      |   |      |
| Luftfeuchtigkeit (%)   | 60,4 | 59,1 | 57,2 | 52,6 | 53,2 | 58,2 | 57,6 | 60,2 | 60,6 | 60,4 | 65,5 | 66,2 | ⌀ | 59,3 |

| −5,4 |

| −5,4 |

| −2,7 |

| 0,7 |

| 5,2 |

| 8,0 |

| 10,4 |

| 10,1 |

| 7,1 |

| 3,9 |

| −1,3 |

| −4,1 |

| −5,4 |

| −5,4 |

| −2,7 |

| 0,7 |

| 5,2 |

| 8,0 |

| 10,4 |

| 10,1 |

| 7,1 |

| 3,9 |

| −1,3 |

| −4,1 |

## Geschichte
Das Gebiet um Schröcken wurde erstmals um 1300 von Walsern besiedelt, kam 1453 an Österreich und war dem Vogteiamt Bregenz unterstellt. Der Ort war bis 1806 dem Gericht Tannberg eingegliedert.
Die Habsburger regierten die Orte in Vorarlberg wechselnd von Tirol und Vorderösterreich (Freiburg im Breisgau) aus. Von 1805 bis 1814 gehörte der Ort zu Bayern, dann wieder zu Österreich. Zum österreichischen Bundesland Vorarlberg gehört Schröcken seit der Gründung 1861. Im Jahre 1863 brannten im Zuge eines großen Dorfbrands die Kirche und umliegende Gebäude zur Gänze ab.
Der Ort war 1945 bis 1955 Teil der französischen Besatzungszone in Österreich.

### Bevölkerungsentwicklung
Der Ausländeranteil lag Ende 2002 bei 10,5 Prozent. Die Abnahme der Einwohnerzahl von 1991 bis 2011 erfolgte trotz positiver Geburtenbilanz wegen einer stärker negativen Wanderungsbilanz.

### Etymologie
Der Ort wurde ursprünglich „Girsboden“ genannt. Der Name „Schröcken“ tauchte erstmals Anfang des 17. Jahrhunderts auf.

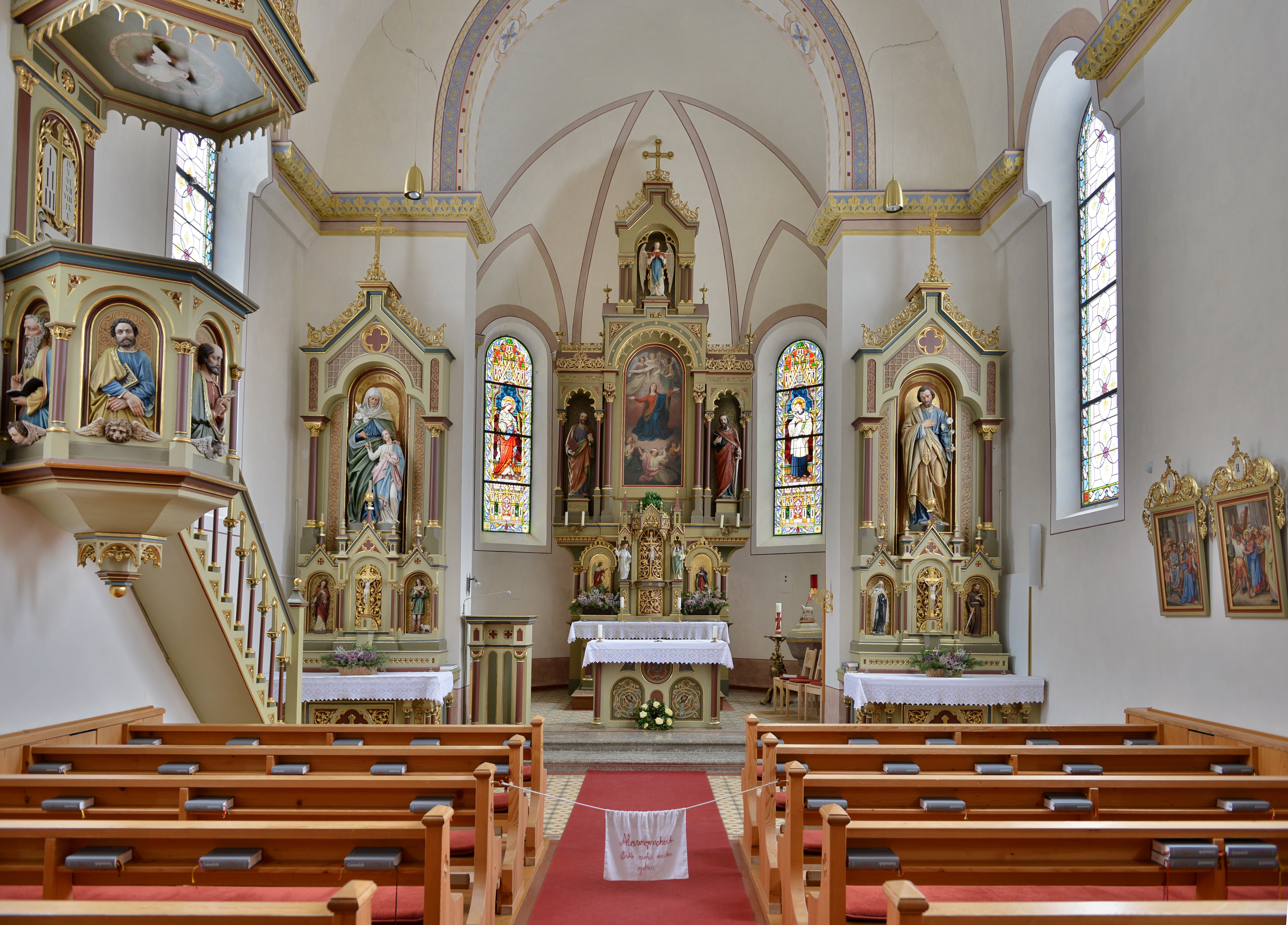
Pfarrkirche

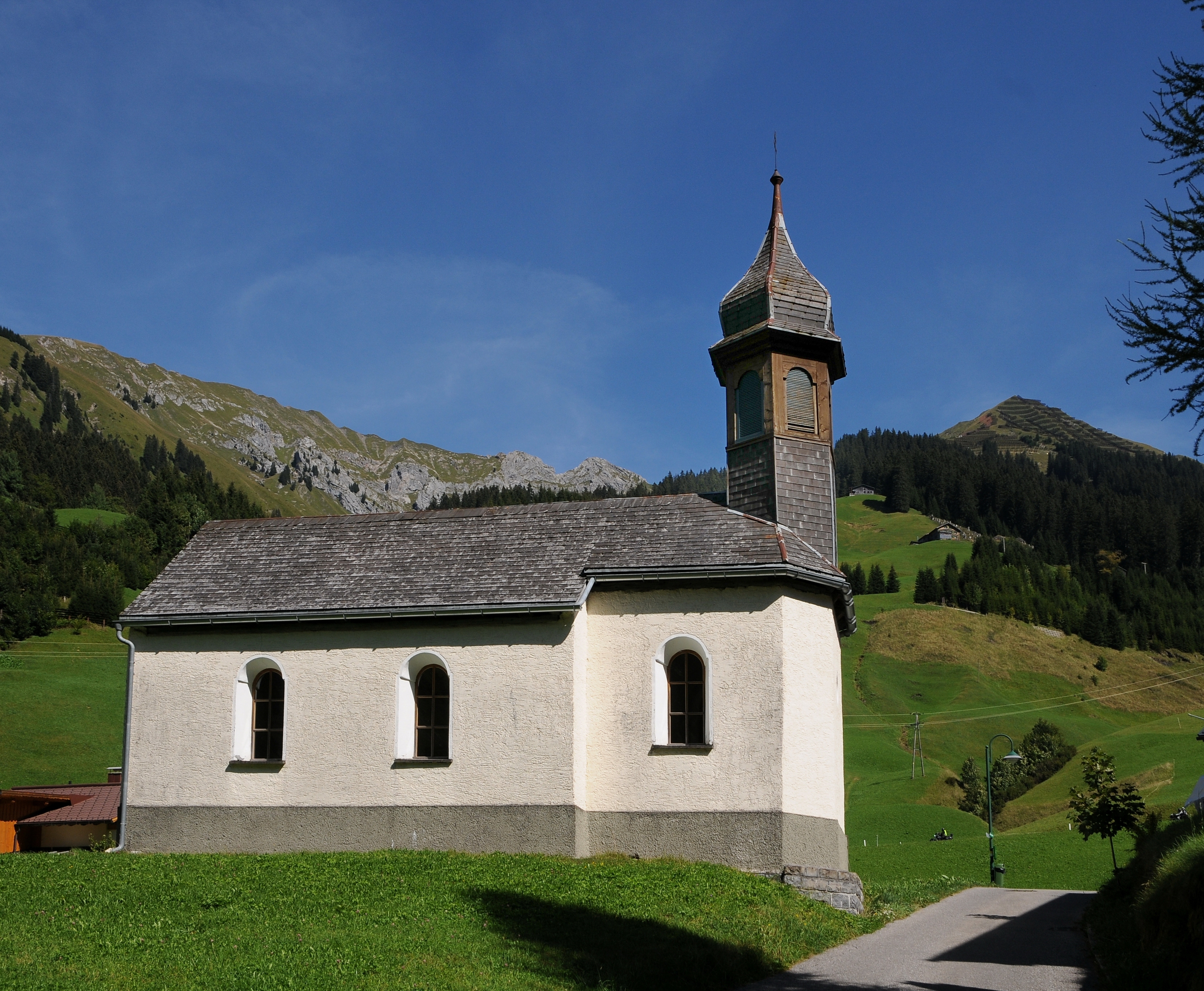
Kapelle Mariä Verkündigung

## Kultur und Sehenswürdigkeiten

### Pfarrkirche Unsere Liebe Frau Mariä Himmelfahrt
1639 wurde in Schröcken die erste Kirche geweiht – Schröcken war bis 1640 Filiale von Lech. Diese Kirche wurde in den Jahren 1726 bis 1732 vergrößert, 1863 durch einen Brand zerstört, 1864 bis 1867 neu erbaut und 1867 geweiht.
Die Pfarrkirche ist von einem ummauerten Friedhof umgeben, besitzt ein neuromanisches Langhaus und im Norden einen Turm mit Spitzhelm. Der Hochaltar trägt einen neuromanischen Baldachinaufbau und Figuren von Fidelis Rudhart (1876).
Das Altarbild „Himmelfahrt Mariens“ stammt von Melchior Paul von Deschwanden (1876).

### Kapelle Mariä Verkündigung (in Unterboden)
Diese Kapelle mit ihrem neugotischen Altar wurde 1778 anstelle einer zuvor 1774 abgetragenen Kapelle errichtet und 1779 geweiht.

## Wirtschaft und Infrastruktur

### Tourismus und Freizeitwirtschaft
Am Ort gab es im Jahr 2003 16 Betriebe der gewerblichen Wirtschaft mit 141 Beschäftigten und 2 Lehrlingen. Lohnsteuerpflichtige Erwerbstätige gab es 97. Im Tourismusjahr 2001/2002 gab es insgesamt 70.292 Übernachtungen.
Schröcken befindet sich am Rand des Skigebietes Ski Arlberg, jedoch ist das Dorfzentrum nur mittels einer Skibusverbindung an das Skigebiet angeschlossen. Die Errichtung einer Dorfbahn wurde 2012 bewilligt. Stand 2017 fehlten zur Umsetzung sowohl die finanziellen Mitteln, als auch für einen rentablen Betrieb die Betten in der Gemeinde.
Liste der Anlagen in Schröcken
| Name                   | Baujahr | System     | Höhe ü.A. Talstation [Meter] | Höhe ü.A. Bergstation [Meter] | Strecken- länge [Meter] | Beförderungs- kapazität [Pers./Stunde] | Betrieb Winter | Betrieb Sommer |
| ---------------------- | ------- | ---------- | ---------------------------- | ----------------------------- | ----------------------- | -------------------------------------- | -------------- | -------------- |
| Auenfeldjet            | 2013    | 10-MGD     | 1.719                        | 1.786                         | 2.072                   | 1.490                                  | W              | 0              |
| Körbliftle             | 1995    | 1-SL       | 1.658                        | 1.680                         | 206                     | 791                                    | W              | 0              |
| Kuchlbahn              | 1993    | 2-CLF      | 1.649                        | 1.720                         | 307                     | 1.430                                  | W              | 0              |
| Märchenlandlift        | —       | Stricklift | —                            | —                             | 100                     | 500                                    | W              | 0              |
| Saloberjet             | 2003    | 6-CLD/B    | 1.659                        | 2.044                         | 1.192                   | 3.005                                  | W              | 0              |
| Skischaukel Falken I   | 1997    | 2-CLF      | 1.678                        | 1.811                         | 1.310                   | 1.435                                  | W              | 0              |
| Skischaukel Falken II  | 1997    | 2-CLF      | 1.696                        | 1.811                         | 585                     | 1.433                                  | W              | 0              |
| Sonnencruiser-Auenfeld | 2003    | 4-CLF      | 1.718                        | 1.992                         | 1.108                   | 1.900                                  | W              | 0              |
| Sonnenjet-Auenfeld     | 2003    | 6-CLD/B    | 1.651                        | 2.041                         | 1.454                   | 2.900                                  | W              | 0              |

Die Abkürzungen in der Spalte „System“ sind unter Luftseilbahn erläutert.
Erklärung der 2 rechten Spalten:
W = Winterbetrieb / S = Sommerbetrieb; jeweils grün unterlegt
0 = kein Sommerbetrieb, rot hinterlegt

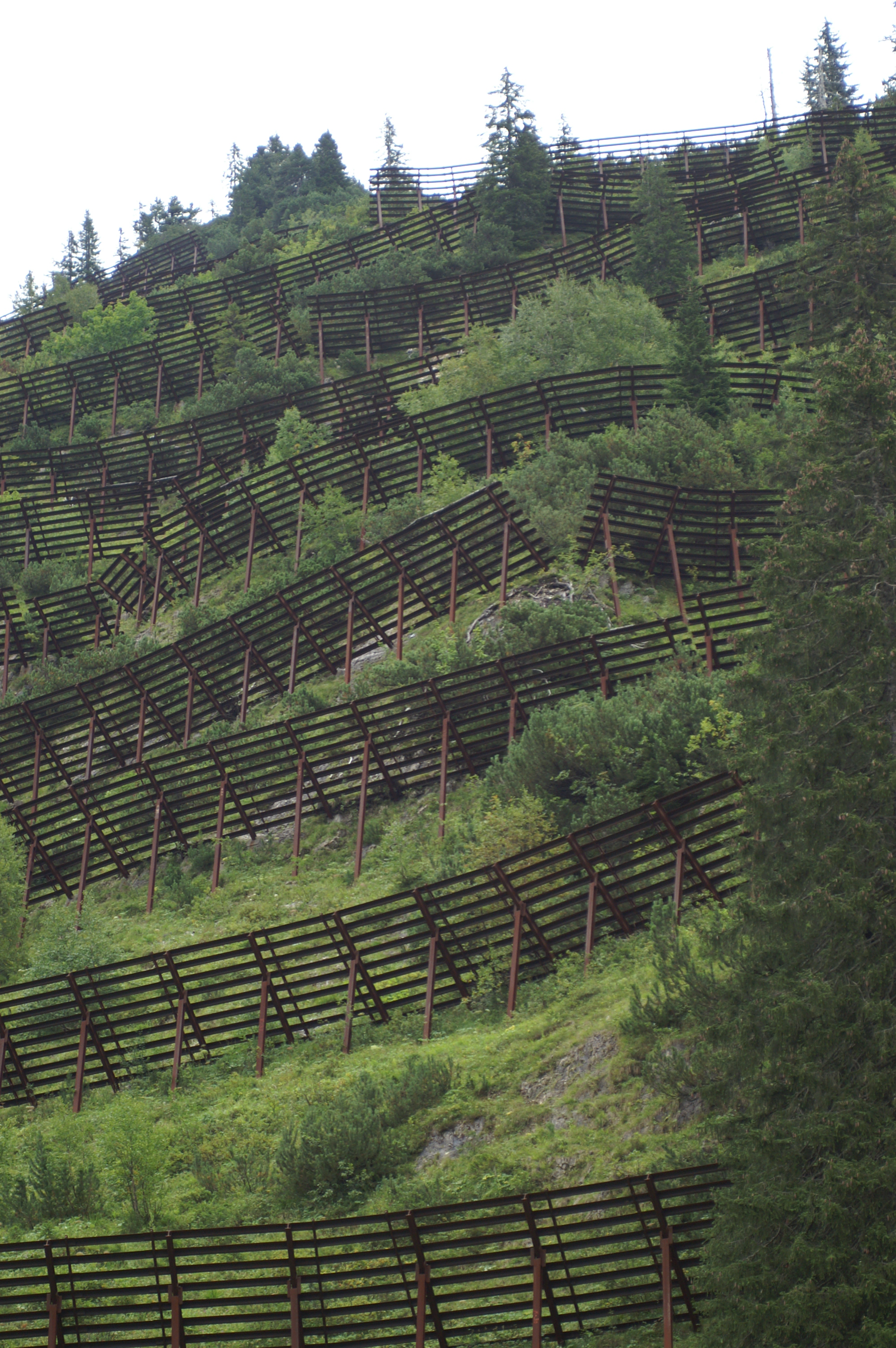
Lawinenfangzäune

### Verkehr
Der Verkehr wird durch den Wälderbus 40 oder 42 zwischen Schoppernau und Warth / Lech am Arlberg bedient. Die abgestufte Bregenzerwald-Bundesstraße 200 ist kurvenreich und (noch) recht eng.

### Bildung
Am Ort gibt es (Stand: 2020/21) 16 Schüler an einer Volksschule. In Schröcken gibt es zudem einen Kindergarten, welchen momentan 8 Kinder besuchen.

## Politik

### Gemeindevertretung

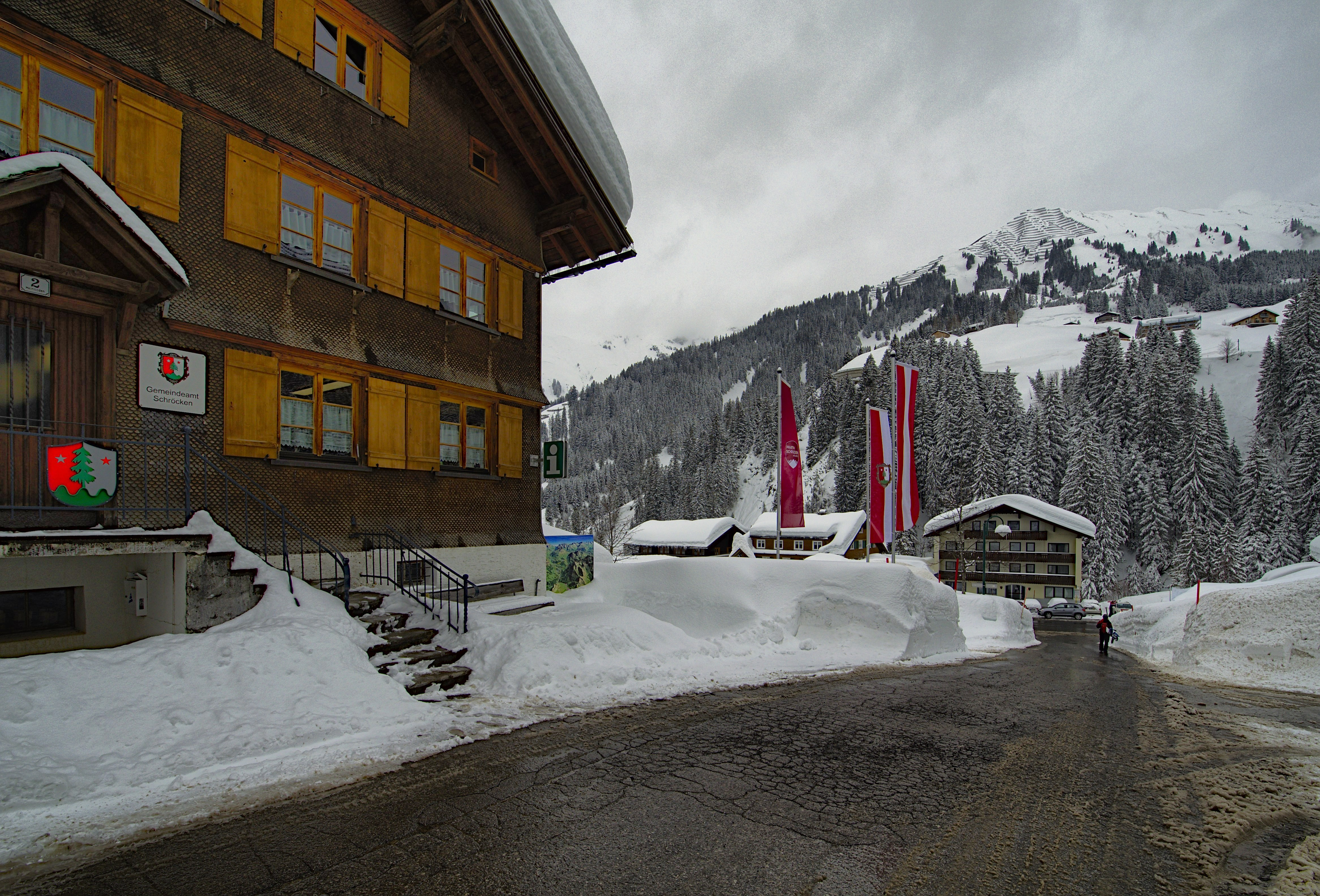
Gemeindeamt Schröcken vor der Höferspitze

In Vorarlberg wählen die Bürger alle fünf Jahre die Mitglieder der Gemeindevertretung durch Ankreuzen eines Listen-Wahlvorschlages bzw. durch Mehrheitswahl wenn kein Listenvorschlag vorliegt. Weiters den Bürgermeister durch Ankreuzen eines Wahlvorschlages.
Die Gemeindevertretung wählt in der konstituierenden Sitzung aus ihrer Mitte – sofern keine Wahl durch die Bürger zustande kam – gemäß § 61 Gemeindegesetz einen Bürgermeister und dann einen mindestens dreiköpfigen Gemeindevorstand. Die Zahl dieser „Gemeinderäte“ darf aber gemäß § 55 den vierten Teil der Zahl der Gemeindevertreter nicht übersteigen.
Der Bürgermeister führt den Vorsitz bei den generell öffentlichen Sitzungen der Gemeindevertretung, in denen kommunale Belange besprochen und Beschlüsse gefasst werden. Beobachter haben kein Mitspracherecht und kein Stimmrecht. Die Gemeindevertretung kann nach Bedarf Ausschüsse bestellen. Sitzungen des Gemeindevorstandes und der Ausschüsse sind nicht öffentlich.

#### Sitzverteilung nach den Wahlen
- Gemeindevertretungswahlen 1985: Bürgerliste 9.[7]
- Gemeindevertretungswahlen 1990: Bürgerliste 8, Neue Liste 1.[8]
- Gemeindevertretungswahlen 1995: Die Bürgerliste Schröcken 9.[9]
- Gemeindevertretungswahlen 2000: Bürgerliste 9.[10]
- Gemeindevertretungswahlen 2005: Bürgerliste 9.[11]
- Gemeindevertretungswahlen 2010: Bürgerliste Schröcken 9.[12]
- Mangels wählbarer Listen erfolgten die Gemeindevertretungswahlen 2015, 2020 und 2025 per Mehrheitswahl.[13][14][15]

### Bürgermeister
- 1945–1946 Robert Jochum[16]
- 1946–1965 Erich Schwarzmann[16]
- 1965–1976 Josef Feuerstein[16]
- 1976–2000 Pius Bischof[16]
- 2000–2010 Renate Schrammel[16]
- 2010–2023 Herbert Schwarzmann[17]
- seit 2023 Stephan Schwarzmann[17]

### Wappen
Der Gemeinde wurde 1965 folgendes Wappen verliehen: In einem von Rot und Silber gespaltenen Schild auf grünem Dreiberg eine grüne Fichte, begleitet von einem silbernen und roten fünfstrahligen Stern.
Die Fichte auf dem Dreiberg ist wie bei den Wappen von Warth und Lech dem Wappen der Rettenberger entnommen, die große Besitzungen im Bregenzerwald hatten.

## Persönlichkeiten
- Pfarrer Bickel, Pfarrer von Schröcken bestieg am 25. Juli 1669, anderen Quellen zufolge 1664 den Großen Widderstein